# Любомирский, Казимир (дипломат)
Князь Казимир Любомирский (пол. Kazimierz Lubomirski ; 16 июля 1869, Пшеворск, Австро-Венгрия — 15 декабря 1930, Краков) — польский политический, государственный и спортивный деятель, дипломат, член Международного олимпийского комитета.

## Биография
Представитель польского княжеского рода Любомирских герба «Шренява». Сын князя Ежи Генрика и графини Сесилии Замойской, дочери графа Анджея Артура Замойского. Внук Генриха Людвика Любомирского.
Брат Анджея Любомирского.
Изучал право в Ягеллонского университете. Учился в Парижской школе политических наук.
С 1901 по 1913 год был послом (депутатом) Галицкого Сейма. С 1913 года — сторонник правых политических сил. В 1918 году вместе с братом Анджеем вёл переговоры с союзниками о возможности переброски армии генерала Юзефа Халлера для поддержки польских войск, сражающихся с украинцами во время Битвы за Львов и Польско-украинской войны.
Первый польский посол независимой Польши в Вашингтоне (1919—1922). В 1920 году приобрёл недвижимость с США за 160 000 злотых и передал её Польше за символический $1. С тех пор здание является постоянной резиденцией посольства Польши в США. С сентября 1919 года вёл переговоры об американском кредите для Польши. После завершения командировки в октябре 1922 г. уволился с дипломатической службы, посвятив себя деятельности помещичьих сельскохозяйственных организаций.
С 1924 года занимал пост президента общества помещиков в Кракове.
В 1921—1929 годах — президент Олимпийского комитета Польши. С 1923 года был польским делегатом в МОК.

## Брак и дети
В 1902 году он женился на Терезе Марии, урожденной Водзицкой (1883—1948), в браке родилось четверо детей:
- Хенрик (1905—1986),
- Цецилия (1907—2001), замужем за Габриэлем Бурбон-Сицилийским, 4 детей
- Себастьян (1908 г.р.)
- Анджей (1911—2003).